# しずおか情報ランチ
『しずおか情報ランチ』（しずおかじょうほうランチ）は、NHK静岡放送局で放送された地域情報番組である。

## 放送時間
- 月曜日 - 木曜日 11:45 - 12:00（祝日及び国会中継の場合は休止）
- EPGでは11:54で区切られているが、実質的には12:00までである。
- 高校野球の放送期間中は番組が休止される。
- 年内最後の放送は放送時間が拡大される。
- 2006年4月 - 6月は街道てくてく旅を放送したため番組は5分短縮された。
- 2011年度は月1回放送時間が5分拡大されていた。
- 2013年度より金曜日の放送が終了し、名古屋発の東海北陸フレッシュ便 さらさらサラダ → さらさらサラダを放送する。

## 主な内容

### 現在[いつ?]
- 11:45　オープニング・お天気カメラ
- e〜らしずおか
各種イベント・催しなどのお知らせ
- しずおか花便り（月曜日）
- 新鮮だより（火曜日）
静岡市中央卸売市場から中継
- 茶遊茶楽（月1回）
ochaプランナーの相川香を招き、お茶に関する話題を紹介
- マイビデオ
視聴者から寄せられたビデオを紹介
- ランチポスト
絵手紙、写真、川柳を紹介
- 11:54　全国の気象情報
- 11:57　静岡県及び周辺都県の気象情報

### 終了したコーナー
- ウチのまご自慢
- 春風亭昇太とゆくしずおか城めぐり
月1回、放送日に限り番組開始時刻5分繰り上げ、名曲アルバムは休止
- でんき情報

## 出演者
※週替わりで交互に出演
- 秋枝伶子（2013年4月 -）
- 大窪愛（浜松市出身・2013年4月 -）

※国会中継や高校野球で番組休止時も、11:57からにおける気象情報の担当キャスターは同じ。
※尚、祝日は、名古屋放送局から東海・北陸地方の気象情報を放送。

## 過去の出演者
- 實石あづさ（2012年4月 - 2013年3月）
- 小林千鶴（2011年4月 -2013年3月）
- 光部杏里（2006年4月 - 2012年3月）
- 岩村絵里（〜2006年3月）
- 高須沙知子（静岡局契約キャスター）
- 竹中愛（2008年4月 - 2011年3月）